# Alí Meškíní
Alí Akbar Fejz Álení (persky علی‌اکبر فیض آلنی‎; * 2. prosince 1921 Mešgínšahr – 30. července 2007 Teherán), známý spíše jako Alí Meškíní (persky علی مشکینی‎), byl íránský duchovní a politik. Byl íránským Ázerbájdžáncem.

## Život
Narodil se ve vesnici poblíž Mešgínšahru a hory Sabalan.
Byl autorem mnoha knih o fikhu a obecných otázkách islámu. Muhammad Rejšahrí, ministr zpravodajských služeb v letech 1984–1989, byl Meškíního zetěm.
Byl předsedou Společnosti učitelů seminářů v Qomu a působil také jako vedoucí pátečních modliteb v Qomu. I přes svůj vysoký věk a špatný zdravotní stav se stal kandidátem na znovuzvolení ve volbách do Shromáždění znalců v roce 2006.

## Smrt
Zemřel 30. července 2007 v 16:30 místního času v teheránské nemocnici na selhání dýchacích cest a ledvin.

## Citáty a politické názory
Byl známý svou neústupnou podporou Mahmúda Ahmadínežáda a tvrdých íránských politiků. Íránské reformistické hnutí považoval za „naprostou ztrátu času“ a několikrát vyzval k odstoupení takové osobnosti, jako byl Muhammad Chátamí.
Po zvolení Mahmúda Ahmadínežáda promluvil na páteční modlitbě v Ardabílu a řekl: „Jako nejvyššímu vůdci Shromáždění expertů Íránské islámské republiky je mi velkým potěšením oznámit, že Mahmúd Ahmadínežád je naším novým prezidentem. Od tohoto okamžiku se budeme řídit jeho slovy (nábožensky). Náš lid v Ázerbájdžánu ho bude následovat spolu s Peršany ve stejném duchu bratrství, který jsme po desetiletí zachovávali ... jako ší'ité“.
Po izraelsko-libanonském konfliktu prohlásil, že „vítězství libanonského Hizballáhu nad sionistickým režimem bylo božským úkazem“.
S odkazem na americkou okupaci Iráku řekl: „Jeden tyran se vydal na vojenskou výpravu a zaútočil na jiného tyrana uprostřed islámských zemí... Podívejte se, co udělali a co dělají pod záminkou svobody... Bushovi a Blairovi byla zvednuta podvodná maska z tváře. Ukázalo se, že oba jsou krvežízniví Hitlerové“.